# مسرور بارزاني
مسرور بارزاني (بالكردية: مه‌سروور بارزانی، Mesrûr Barzanî) (من مواليد 1969م أربيل)، عضو في قيادة الحزب الديمقراطي الكردستاني، نجل الرئيس السابق لإقليم كردستان العراق مسعود بارزاني، وهو رئيس مجلس الوزراء في حكومة إقليم كوردستان العراق. يعد الحزب الديمقراطي الكردستاني أحد الأحزاب الكردية الرئيسية الثلاثة في العراق، وهو عضو في الحكومة الائتلافية الحالية.

## الحياة المبكرة والتعليم
انضم «مسرور مسعود برزاني» إلى مقاتلي المقاومة الكردية، والمعروفين باسم البيشمركة، في عام 1985م عن عمر يناهز 16 عامًا. وكان مشاركًا نشطًا في معركة «خواكورك» ضد جيش صدام حسين في عام 1988م. كما شارك في الانتفاضة الكردية عام 1991م. ضد صدام حسين بعد حرب الخليج الأولى.
أكمل مسرور برزاني تعليمه الثانوي في إيران. بعد رؤية السلام التي أعيدت إلى منطقة شمال العراق في عام 1992م، ذهب إلى لندن لخوض دورة تدريبية في اللغة الإنجليزية لمدة عام وحصل على درجة البكالوريوس مع مرتبة الشرف في الدراسات الدولية من الجامعة الأمريكية في واشنطن العاصمة. أستمر في دراسة «السلام وحل النزاعات» لدراساته العليا.

## نشاطه السياسي
في عام 1998م، عاد إلى كردستان العراق وانتخب من قبل المؤتمر الثاني عشر للحزب الديمقراطي الكردستاني إلى اللجنة المركزية. وفي وقت لاحق من ذلك العام نفسه، أصبح جزءاً من قيادة الحزب الديمقراطي الكردستاني قبل تعيينه مديراً عاماً لوكالة الحماية والاستخبارات. في عام 2010م حصل على أعلى الأصوات في المؤتمر الثالث عشر، وأعيد انتخابه لمجلس القيادة، ثم تم اختياره كأحد أعضاء المكتب السياسي للحزب الديمقراطي الكردستاني. في عام 2012م، تم تعيينه من قبل والده رئيس إقليم كردستان السابق مسعود بارزاني رئيساً لمجلس أمن إقليم كردستان للإشراف على الأمن والمخابرات العسكرية وأجهزة المخابرات الحالية.
وتحت قيادته، تمت إضافة النساء رسميًا إلى أجهزة الأمن الكردية، ويمكن الآن رؤية العديد منهن بشكل علني يعملنَّ كحراس خارج المباني الحكومية. لقد كان ناقدًا صريحًا للعديد من المقترحات التي تم العثور عليها في مجموعة دراسة العراق، حيث قام بنشر مقالة في «واشنطن بوست» حول هذا الموضوع.
في أيار / مايو 2016م، نشر بارزاني مقالة ثانية في الواشنطن بوست تدعو إلى فصل «ودي» عن كردستان العراق عن بقية العراق. ووصف العراق بأنه «فشل مفاهيمي، يجبر الشعوب التي ليس لها الكثير من القواسم المشتركة على مشاركة مستقبل مجهول»، وأعلن عن بدء محادثات مع الحكومة العراقية في الفترة التي تسبق الاستفتاء.

## مؤسسة بارزاني الخيرية (BCF)
في عام 2005م، أسس مسرور بارزاني «مؤسسة البرزاني الخيرية» في كردستان العراق. تقدم المنظمة الخيرية غير الربحية المساعدة إلى النازحين داخلياً واللاجئين بالإضافة إلى السكان المحليين المعرضين للخطر، وهي مصممة على غرار حياة جده مصطفى بارزاني ومكافحته ومبادئه. يقدم برنامج رعاية اليتيم راتبًا شهريًا لتغطية نفقات المعيشة والرعاية الصحية والتعليم للأيتام.

## الجامعة الأمريكية في كردستان (AUK)
مسرور بارزاني هو رئيس مجلس أمناء الجامعة الأمريكية في كردستان (AUK). حيث وضع حجر الزاوية في المشروع خلال احتفال في محافظة دهوك في ديسمبر 2013.

## دوره في مواجهات تنظيم الدولة الإسلامية
مسرور بارزاني هو واحد من أهم الشخصيات في التحالف الدولي ضد تنظيم الدولة الاسلامية. مجلس أمنه وقوات النخبة الخاصة به مرتبطة بإدارة مكافحة الإرهاب، التي قادت هجمات جوية ضد شخصيات من التنظيم في العراق وسوريا، وبعثات إنقاذ الرهائن.

## ترشيحه لرئاسة حكومة اقليم كردستان
قرر الحزب الديمقراطي الكردستاني بزعامة مسعود بارزاني ترشيحه لمنصب رئاسة حكومة إقليم كردستان في اجتماع عقده الحزب في أربيل يوم الاثنين، 3 كانون الأول / ديسمبر 2018.

## حياته الشخصية
مسرور بارزاني متزوج ولديه أربعة أطفال، «ثلاثة أبناء وابنة واحدة». وهو يجيد اللغة الكردية والفارسية والإنجليزية بالإضافة إلى فهم اللغة العربية.